# مالكوم ماكنزي (لاعب كرة قدم)
مالكوم ماكنزي (بالإنجليزية: Malcolm James MacKenzie)‏ هو لاعب كرة قدم بريطاني في مركز الوسط، ولد في 1 مايو 1950 في إدنبرة في المملكة المتحدة. لعب مع بورت فايل.